# Weaverville (California)
Weaverville è un census-designated place degli Stati Uniti d'America, capoluogo dell'contea di Trinity, nello Stato della California.